# Стефан Гавриилопул
Стефан Гавриилопул (на средногръцки: Στέφανος Γαβριηλόπουλος) е влиятелен велможа и полуавтономен владетел на Западна Тесалия и Южна Македония, който подчинявайки се на Византия, получава титлата севастократор.
След 1318 година, когато умира Йоан II Ангел Дука, последен владетел на Тесалийското княжество, Стефан Гавриилопул поема властта в Западна Тесалия, както и в части на югозападна Македония, като земите му се простират от Трикала до Костур. Някъде между 1318 и 1325 година приема васалитет към Византия и тогава получава сан. Тогава на практика става управител на Тесалия от името на византийския император Йоан Контакузин, запазвайки в голяма степен автономията си. Част от владенията му са Костур, Фанарион, Стаги, Дамасис и Еласона. След неговата смърт през 1332/3 година наследниците му започват да враждуват помежду си, вследствие на което владенията им са разделени между Епирското деспотство и Византия.